# Список Героев Советского Союза — участников войны в Испании
В данном списке представлены Герои Советского Союза, получившие это звание согласно Постановлениям Центрального Исполнительного Комитета СССР и Указам Президиума Верховного Совета СССР за боевые заслуги во время участия советских военных специалистов и советников в Гражданской войне в Испании. На стороне Республиканского правительства принимали участие в боевых действиях около 3000 добровольцев — советских военных специалистов и советников. Из них погибло 189 человек. Звание Героя Советского Союза было присвоено 59 из их числа (18 из них — посмертно, их имена выделены серым цветом).
За подвиги в Испании впервые звание Героя Советского Союза было присвоено проявившим героизм на полях сражений военнослужащим — ранее звание Героя присваивалось только за подвиги в мирной обстановке.
| №  | Дата присвоения звания Героя            | Ф. И. О                                                   | , воинское звание                   | Должность                                                                          | Дата рождения | Дата смерти | Краткое описание боевых заслуг и дальнейшей судьбы |
| -- | --------------------------------------- | --------------------------------------------------------- | ----------------------------------- | ---------------------------------------------------------------------------------- | ------------- | ----------- | --- |
| 1  | постановление от 03.11.1937 (посмертно) | Абрамович, Абрам Григорьевич                              | лейтенант                           | командир танкового взвода.                                                         | 03.01.1910    | 10.07.1937  | Отличился в сражениях в Гвадалахаре, в последнем бою экипаж уничтожил 2 орудия франкистов |
| 2  | постановление от 31.12.1936             | Арман, Поль Матисович                                     | капитан                             | командир танковой роты.                                                            | 04.04.1903    | 07.08.1943  | В бою на Мадридском направлении во главе роты атаковал и разгромил превосходящие силы противника. Лично уничтожил 3 танка; будучи ранен, продолжил бой. В 1937—1939 годах репрессирован. В Великой Отечественной войны был командующим бронетанковыми и механизированными войсками 4-й армии, командовал танковыми бригадами. Полковник (1940) П. Арман погиб в бою на Волховском фронте.                                                                         |
| 3  | постановление от 27.06.1937             | Баланов, Никифор Федотович                                | капитан                             | командир истребительного авиационного звена                                        | 10.07.1909    | 03.06.1981  | В Испании сбил 1 самолёт врага лично и 2 в группе. Будучи тяжело ранен, привёл и посадил самолёт на своём аэродроме. В годы Великой Отечественной войны полковник (1940) Н. Ф. Баланов командовал истребительными авиационными дивизиями, сбил лично 2 немецких самолёта. С 1946 года — в отставке. |
| 4  | постановление от 04.07.1937 (посмертно) | Билибин, Кузьма Яковлевич                                 | младший командир                    | командир танка                                                                     | 14.03.1908    | 06.03.1937  | Отремонтировал повреждённый танк под огнём в 200 метрах от вражеских позиций. Умело управлял танковым взводом в бою, погиб смертью храбрых. |
| 5  | постановление от 31.12.1936 (посмертно) | Бочаров, Владимир Михайлович                              | старший лейтенант                   | командир истребительного авиационного отряда                                       | 02.08.1910    | 14.11.1936  | В Испании совершил 4 боевых вылета, провёл 1 воздушный бой. Был сбит, после вынужденной посадки на занятой противником территории захвачен в плен, подверглся зверским пыткам и был убит (тело разрублено на части и в ящике сброшено на позиции республиканцев с самолёта). |
| 6  | указ от 14.11.1938                      | Бурмистров, Иван Алексеевич                               | Капитан 3 ранга                     | командир подводной лодки                                                           | 27.06.1903    | 28.02.1962  | Совершил 2 командировки в Испанию, выполнил несколько походов в заблокированные с моря порты республиканцев. В Великой Отечественной войне капитан 1 ранга (1940) И. А. Бурмистров командовал дивизионами подводных лодок Черноморского флота, был старшим морским начальником в Феодосии и в Геленджике. С 1950 года в отставке. |
| 7  | постановление от 31.12.1936 (посмертно) | Быстров, Сергей Михайлович                                | младший командир                    | механик-водитель танка                                                             | 31.03.1911    | 09.11.1936  | За период участия в обороне Мадрида (менее месяца) в составе экипажа уничтожил 2 танка, 8 орудий, до 200 солдат. Погиб в бою. |
| 8  | указ от 22.02.1939                      | Герасимов, Николай Семёнович                              | майор                               | командир истребительного авиационного звена                                        | 06.12.1911    | 29.06.1960  | В Испании совершил 80 боевых вылетов, провёл 38 воздушных боёв, сбил 3 самолёта лично и 14 в составе группы. В 1939 году на Халхин-Голе, будучи лётчиком-инспектором истребительного авиаполка, сбил в группе 6 японских самолётов. В годы Великой Отечественной войны командовал истребительным авиаполком и истребительной авиадивизией, лично сбил 2 самолёта. Полковник (1943). С 1954 года в отставке.                                                       |
| 9  | постановление от 31.12.1936             | Горанов, Волкан Семёнович (настоящее имя Захари Захариев) | пилот Гражданского воздушного флота | командир экипажа бомбардировщика                                                   | 04.02.1904    | 29.04.1987  | Выполнил несколько десятков успешных боевых вылетов, был тяжело ранен. В Великой Отечественной войне полковник В. Горанов — начальник Тамбовской авиационной школы ГВФ. После войны служил в Болгарской народной армии, был командующим ВВС, заместителем Министра обороны Болгарии. Генерал-полковник. С 1973 года в отставке. |
| 10 | указ от 22.02.1939                      | Грицевец, Сергей Иванович                                 | майор                               | командир истребительной авиационной эскадрильи                                     | 19.07.1909    | 16.08.1939  | В Испании совершил 88 боевых вылетов, сбил по разным источникам от 6 до 30 самолётов лично и в составе группы. Летом 1939 года на Халхин-Голе сбил 12 японских самолётов. Дважды Герой Советского Союза. Погиб в авиационной катастрофе. |
| 11 | указ от 14.11.1938                      | Гусев, Александр Иванович                                 | полковник                           | командир истребительной авиационной группы                                         | 24.08.1910    | 26.07.1978  | В Испании выполнил около 100 боевых вылетов, провёл 32 боя, сбил 3 самолёта лично и 1 в группе. В Великой Отечественной войне генерал-майор авиации (1940) А. И. Гусев командовал истребительными авиационными дивизиями. |
| 12 | постановление от 04.07.1937             | Денисов, Сергей Прокофьевич                               | старший лейтенант                   | командир отряда истребителей                                                       | 25.12.1909    | 16.06.1971  | В Испании выполнил около 200 боевых вылетов, сбил 3 самолёта лично и 4 в группе. В советско-финской войне был начальником ВВС 7-й армии, дважды Герой Советского Союза. В Великой Отечественной войны был начальником Качинской военной авиационной школы, командиром истребительной авиационной дивизии. Генерал-лейтенант авиации (1940). С 1947 года в отставке.                                                                                               |
| 13 | постановление от 31.12.1936             | Десницкий, Пётр Павлович                                  | младший командир                    | стрелок-радист экипажа бомбардировщика                                             | 13.06.1911    | 19.09.1993  | В воздушном бою 30 октября 1936 года под Мадридом, когда бомбардировщик был атакован 5 истребителями, огнём пулемёта отразил все атаки и сбил 1 самолёт врага. Участник Великой Отечественной войны. С 1948 года майор П. И. Десницкий — в запасе. |
| 14 | постановление от 31.12.1936 (посмертно) | Джибелли, Примо Анжелович                                 | пилот Гражданского воздушного флота | пилот экипажа бомбардировщика                                                      | 27.12.1893    | 10.11.1936  | Совершил несколько десятков боевых вылетов. При выполнении боевого задания самолёт был сбит, выбросился с парашютом, попал в плен и зверски убит. |
| 15 | указ от 14.03.1938                      | Душкин, Иван Иванович                                     | старший лейтенант                   | начальник штаба бомбардировочной авиационной эскадрильи                            | 23.02.1905    | 10.06.1976  | В Испании совершил свыше 100 боевых вылета, в воздушных боях сбил 1 самолёт. В Великой Отечественной войне на штабной работе, начальник авиационной школы. Генерал-майор авиации (1940). С 1956 года в запасе. |
| 16 | постановление от 28.10.1937             | Евсевьев, Иван Иванович                                   | полковник                           | командир истребительного авиаотряда                                                | 18.10.1910    | 30.12.1991  | В Испании сбил 4 самолёта лично и 12 в группе. В Великой Отечественной войне командовал истребительными авиационными дивизиями ПВО, затем истребительным авиационным корпусом ПВО. Генерал-лейтенант авиации (1955). С 1964 года в отставке. |
| 17 | указ от 22.02.1939                      | Египко, Николай Павлович                                  | капитан 2 ранга                     | командир подводной лодки                                                           | 09.11.1903    | 06.07.1985  | Выполнил несколько заданий особой важности. Потопил 1 корабль противника. Во время Великой Отечественной войны — на военно-дипломатической работе. Вице-адмирал (1963). С 1967 года — в запасе. |
| 18 | постановление от 28.10.1937             | Ерёменко, Иван Трофимович                                 | капитан                             | командир истребительной авиационной эскадрильи                                     | 07.07.1910    | 01.12.1986  | В Испании совершил 348 боевых вылетов, сбил 7 самолётов лично. В годы Великой Отечественной войны командующий ВВС армии, командовал истребительными авиадивизией и авиакорпусом, командующий ВВС военного округа. Генерал-лейтенант авиации (1946). С 1956 года в отставке. |
| 19 | постановление от 28.10.1937 (посмертно) | Ковров, Фёдор Кузьмич                                     | младший командир                    | командир танка                                                                     | 1912          | 09.07.1937  | Участник многих танковых атак. Погиб в бою. |
| 20 | постановление от 31.12.1936 (посмертно) | Ковтун, Карп Иванович                                     | лейтенант                           | командир истребительного авиационного звена                                        | 15.05.1908    | 13.11.1936  | В Испании совершил несколько боевых вылетов. Сбит в воздушном бою и погиб. |
| 21 | постановление от 04.07.1937 (посмертно) | Колесников, Константин Ильич                              | капитан                             | командир истребительной авиационной эскадрильи                                     | 21.05.1908    | 12.05.1937  | В Испании сбил 4 самолёта лично и 3 в группе. Погиб в воздушном бою. |
| 22 | постановление от 21.06.1937             | Копец, Иван Иванович                                      | полковник                           | командир истребительной авиагруппы                                                 | 19.09.1908    | 23.06.1941  | В Испании лично сбил 2 самолёта противника В Великой Отечественной войны был командующим ВВС Западного фронта. Генерал-майор авиации (1940). Застрелился на второй день войны. |
| 23 | указ от 22.02.1939                      | Коробков, Павел Терентьевич                               | старший лейтенант                   | командир истребительной авиационной эскадрильи                                     | 05.10.1909    | 12.04.1978  | В Испании сбил 4 самолёта врага лично. На Халхин-Голе сбил 1 японский самолёт. В годы Великой Отечественной войны командир истребительного авиаполка, заместитель командира и командир авиадивизии, сбил лично 3 немецких самолёта. Генерал-майор авиации (1949). С 1960 года — в запасе. |
| 34 | постановление от 14.03.1938 (посмертно) | Кручинин, Владимир Фёдорович                              | младший командир                    | механик-водитель танка                                                             | 1912          | 20.02.1938  | В июле 1937 года в течение суток вёл бой в повреждённом и окруженном танке, несмотря на ранение, затем прорвался к своим. Погиб смертью храбрых. |
| 25 | постановление от 31.12.1936 (посмертно) | Куприянов, Павел Емельянович                              | младший командир                    | командир танка                                                                     | 29.06.1908    | 08.11.1936  | В Испании за неполный месяц участия в боях при обороне Мадрида уничтожил 2 танка, 8 орудий, до 200 солдат врага. Погиб в бою смертью храбрых. |
| 26 | постановление от 03.11.1937             | Лакеев, Иван Алексеевич                                   | майор                               | старший лётчик истребительной авиационной эскадрильи                               | 23.02.1908    | 15.09.1990  | По официальным источникам, в Испании выполнил 312 боевых вылетов, провёл 50 воздушных боёв, сбил 12 самолётов лично и 16 в группе (достоверно подтвержденными являются 2 сбитых самолёта лично и 2 в группе). Участвовал в боях на Халхин-Голе (командир истребительного авиаполка) и в Великой Отечественной войне (командир авиаполка и авиадивизии), имеет общий боевой счёт до 16 личных самолётов врага. Генерал-майор авиации (1940). С 1955 года в запасе. |
| 27 | указ от 14.03.1938                      | Лапутин, Сергей Яковлевич                                 | лейтенант                           | командир танка                                                                     | 21.03.1911    | 01.04.1985  | Участвовал в боях в Испании в течение 8 месяцев. В одном из боёв в течение суток вёл бой в повреждённом и окруженном танке, затем с экипажем прорвался к своим. В Великой Отечественной войне командовал танковым полком, после попадания в окружение полтора года воевал в партизанском отряде. Полковник (1948). С 1960 года в запасе. |
| 28 | постановление от 22.10.1937 (посмертно) | Никонов, Алексей Васильевич                               | младший командир                    | командир танка                                                                     | 11.03.1911    | 09.07.1937  | Отличился в сражениях за Мадрид, Гвадалахару, Брунете. Погиб в бою смертью храбрых. |
| 29 | постановление от 04.07.1937             | Новиков, Василий Михайлович                               | младший командир                    | командир танка                                                                     | 12.04.1910    | 16.05.1979  | При обороне Мадрида, когда танк был подбит на нейтральной полосе, будучи тяжело ранен, держал оборону. Уничтожил 1 орудие и большое количество солдат врага. В Великой Отечественной войне командовал учебным танковым батальоном в тылу. Полковник (1951). С 1957 года в отставке. |
| 30 | указ от 02.03.1938                      | Новиков, Виктор Алексеевич                                | младший командир                    | механик-водитель танка                                                             | 22.01.1913    | 10.1941     | Действовал в боях. Будучи тяжело ранен и обожжён в повреждённом танке, продолжил вести бой до уничтожения противника, а затем вывел с экипажем в безопасное место. В Великой Отечественной войне помощник начальника штаба танкового полка капитан В. А. Новиков пропал без вести в Орловском котле. |
| 31 | постановление от 31.12.1936 (посмертно) | Осадчий, Семён Кузьмич                                    | лейтенант                           | командир танкового взвода.                                                         | 1904          | 13.11.1936  | В бою у Мадрида подавил 2 артиллерийские батареи и 6 пулемётных точек. Был тяжело ранен, умер в госпитале. |
| 32 | указ от 22.02.1939                      | Осипенко, Александр Степанович                            | полковник                           | командир истребительной авиационной эскадрильи                                     | 01.06.1910    | 22.07.1991  | В Испании выполнил около 100 боевых вылетов, провёл 30 воздушных боёв. Точное число сбитых самолётов неизвестно ввиду отсутствия в эскадрилье индивидуального учёта побед. В Великой Отечественной войны был командиром авиадивизии, авиакорпуса, заместителем войсками ПВО по истребительной авиации. Генерал-лейтенант авиации (1943). С 1959 года в запасе. |
| 33 | постановление от 21.06.1937             | Павлов, Дмитрий Григорьевич                               | комкор                              | командир отдельной механизированной бригады                                        | 04.11.1897    | 22.07.1941  | В Испании на протяжении 8 месяцев успешно командовал бригадой. В начале Великой Отечественной войны командовал войсками Западного фронта, репрессирован и расстрелян. Реабилитирован посмертно. Генерал армии (1941). |
| 34 | постановление от 21.06.1937             | Петров, Михаил Петрович                                   | комдив                              | командир танкового батальона                                                       | 15.01.1898    | 10.10.1941  | Неоднократно успешно командовал батальоном в боях, проявляя личный героизм. В Великой Отечественной войне командовал армией, погиб в Брянском котле. Генерал-майор (1940). |
| 35 | постановление от 31.12.1936             | Погодин, Дмитрий Дмитриевич                               | лейтенант                           | командир танковой роты                                                             | 11.09.1907    | 13.09.1943  | Танковая рота под его командованием в одном бою уничтожила 9 танков противника. В Великой Отечественной войне командовал танковыми полком и бригадой, был заместителем командира механизированного корпуса. Генерал-майор танковых войск (1944). Погиб в начале битвы за Днепр. |
| 36 | постановление от 27.06.1937             | Прокофьев, Гавриил Михайлович                             | майор                               | штурман экипажа бомбардировщика, штурман эскадрильи                                | 07.04.1907    | 14.06.1991  | В Испании выполнил несколько десятков боевых вылетов. В Великой Отечественной войне командовал военно-учебными заведениями. Генерал-майор авиации (1943). С 1961 года в запасе. |
| 37 | постановление от 21.06.1937             | Проскуров, Иван Иосифович                                 | майор                               | командир экипажа бомбардировщика, командир бомбардировочной авиационной эскадрильи | 18.02.1907    | 28.10.1941  | Выполнил 46 боевых вылетов. В начале Великой Отечественной войны командовал ВВС 7-й армии. Необоснованно репрессирован, реабилитирован посмертно. Генерал-лейтенант авиации (1940). |
| 38 | постановление от 04.07.1937             | Пумпур, Пётр Иванович                                     | комбриг                             | командир истребительной авиационной группы                                         | 25.04.1900    | 23.03.1942  | В Испании успешно командовал авиагруппой при противовоздушной обороне Мадрида, по неподтверждённым данным сбил 5 самолётов противника лично. С 1940 года командовал ВВС Московского военного округа, весной 1941 года арестован, необоснованно репрессирован и расстрелян. Реабилитирован посмертно. Генерал-лейтенант авиации (1940). |
| 39 | постановление от 22.10.1937             | Родимцев, Александр Ильич                                 | старший лейтенант                   | военный советник                                                                   | 08.03.1905    | 13.04.1977  | Неоднократно проявлял личное мужество и талант командира. В Великой Отечественной войне командовал дивизией и корпусом. Дважды Герой Советского Союза. Генерал-полковник (1961). |
| 40 | указ от 07.06.1938                      | Романов, Александр Георгиевич                             | лейтенант                           | лётчик-истребитель                                                                 | 25.08.1912    | 21.06.1938  | В воздушном бою 7 июня 1938 года в одиночку против 7 вражеских истребителей сбил 1 самолёт. Погиб в авиационной катастрофе. |
| 41 | постановление от 31.12.1936             | Рычагов, Павел Васильевич                                 | старший лейтенант                   | командир истребительной авиационной эскадрильи                                     | 02.01.1911    | 28.10.1941  | В Испании сбил не менее 8 самолётов противника. Перед Великой Отечественной войной — заместитель Народного комиссара обороны СССР, 24 июня 1941 арестован, необоснованно репрессирован и расстрелян. Посмертно реабилитирован. Генерал-лейтенант авиации (1940). |
| 42 | постановление от 31.12.1936 (посмертно) | Селицкий, Николай Александрович                           | лейтенант                           | командир танкового взвода                                                          | 05.04.1907    | 29.10.1936  | Погиб смертью храбрых в бою с превосходящими силами противника. |
| 43 | указ от 14.03.1938                      | Семёнов, Павел Афанасьевич                                | старший лейтенант                   | механик-водитель танка                                                             | 04.11.1912    | 25.08.1942  | Будучи механиком-водителем танка, неоднократно проявлял героизм в боях. В одном из боёв несколько часов с экипажем вёл бой в подбитом и окруженном танке, с наступлением темноты прорвался к своим. В Великой Отечественной войне командир танковой роты и заместитель командира танкового батальона. Майор (1942). Умер от ран в ходе Сталинградской битвы. |
| 44 | указ от 14.03.1938                      | Сенаторов, Александр Сергеевич                            | Полковник                           | командир бомбардировочной авиационной эскадрильи                                   | 08.10.1912    | 24.01.1993  | В Испании совершил около 100 боевых вылетов. В Великой Отечественной войне командовал воздушной армией на Дальнем Востоке. Генерал-лейтенант авиации (1949). С 1963 года в отставке. |
| 45 | постановление от 02.03.1938             | Серов, Анатолий Константинович                            | полковник                           | командир истребительной авиационной эскадрильи                                     | 20.03.1910    | 11.05.1939  | В Испании выполнил свыше 200 боевых вылетов, провёл 38 воздушных боёв, сбил лично 8 самолётов. Комбриг (1939). Погиб в авиационной катастрофе. |
| 46 | постановление от 27.06.1937 (посмертно) | Склезнёв, Георгий Михайлович                              | лейтенант                           | командир танкового взвода                                                          | 20.01.1911    | 12.02.1937  | В боях неоднократно проявлял мужество и отвагу. Погиб смертью храбрых. |
| 47 | постановление от 21.06.1937             | Смушкевич, Яков Владимирович                              | комкор                              | старший военный советник республиканского правительства Испании по авиации         | 18.02.1907    | 28.10.1941  | Организовал противовоздушную оборону Мадрида, руководил боевыми действиями республиканской и советской авиации с сентября 1936 по июнь 1937 года. Участник боевых действий на Халхин-Голе, советско-финской войны. Дважды Герой Советского Союза. Необоснованно репрессирован, реабилитирован посмертно. Генерал-лейтенант авиации (1940). |
| 48 | постановление от 31.12.1936 (посмертно) | Тархов, Сергей Фёдорович                                  | капитан                             | командир истребительной авиационной эскадрильи                                     | 08.10.1909    | 23.11.1936  | В Испании выполнил несколько боевых вылетов, нанёс значительный урон противнику при атаках наземных целей. Сбит и тяжело ранен в воздушном бою, умер от ран. |
| 49 | постановление от 31.12.1936             | Туржанский, Борис Александрович                           | полковник                           | командир авиационной эскадрильи                                                    | 26.02.1900    | 14.06.1948  | Эскадрилья под его командованием сбила 6 самолётов противника, сам был тяжело ранен. В Великой Отечественной войне — на лётно-испытательной работе. Комбриг (1937), полковник (1944). |
| 50 | указ от 04.07.1937                      | Хованский, Иван Андреевич                                 | лейтенант                           | лётчик-истребитель                                                                 | 1908          | 06.01.1937  | В Испании сбил 1 самолёт лично. Погиб в воздушном бою. |
| 51 | постановление от 27.06.1937             | Хользунов, Виктор Степанович                              | комбриг                             | командир бомбардировочной авиационной эскадрильи                                   | 31.05.1905    | 28.07.1939  | Совершил большое число боевых вылетов, нанёс значительный урон врагу. Комдив. Погиб в авиационной катастрофе. |
| 52 | постановление от 27.06.1937 (посмертно) | Цаплин, Павел Алексеевич                                  | капитан                             | командир танковой роты                                                             | 23.12.1906    | 1937        | Неоднократно проявлял мужество и отвагу. будучи ранен, продолжил вести бой до поражения противника. Скончался от ран в госпитале. |
| 53 | постановление от 31.12.1936             | Черных, Сергей Александрович                              | лейтенант                           | командир истребительного авиационного звена                                        | 23.01.1912    | 27.07.1941  | В Испании выполнил около 100 боевых вылетов, сбил 5 самолётов лично и 2 в группе. В начале Великой Отечественной войне командовал смешанной авиационной дивизией. Необоснованно репрессирован, расстрелян. Реабилитирован посмертно. Генерал-майор авиации (1940). |
| 54 | указ от 02.03.1938 (посмертно)          | Шатров, Николай Константинович                            | старший лейтенант                   | командир танковой роты                                                             | 03.12.1905    | 22.10.1937  | В боях под Сарагосой нанёс большой урон врагу, раздавив батарею противника. Многократно проявлял отвагу. Убит в бою. |
| 55 | постановление от 31.12.1936             | Шахт, Эрнст Генрихович                                    | майор                               | командир бомбардировочной авиационной эскадрильи                                   | 14.04.1904    | 23.02.1942  | В Испании выполнил десятки боевых вылетов, в которых сожжено на аэродромах до 20 самолётов франкистов. Генерал-майор авиации (1940). В мае 1941 года арестован, необоснованно репрессирован. Расстрелян. Реабилитирован посмертно. |
| 56 | постановление от 22.10.1937             | Шевцов, Пётр Фёдорович                                    | капитан                             | Пилот, затем командир истребительной авиационной эскадрильи                        | 25.07.1912    | 17.01.1944  | В Испании по неполным данным сбил 1 самолёт лично и 1 в группе (разные источники называют разное число побед: 3 лично и 1 в группе, 2 лично и 3 в группе). В Великой Отечественной войне командовал эскадрильей и авиаполком, сбил лично 6 и в группе 1 немецкий самолёт. Полковник. Погиб в авиационной катастрофе. |
| 57 | постановление от 14.03.1938             | Шевченко, Владимир Илларионович                           | старший лейтенант                   | командир бомбардировочного авиаотряда                                              | 25.06.1908    | 06.01.1972  | Выполнил 156 боевых вылетов. Участник боевых действий на Халхин-Голе, советско-финской войны (командир бригады), Великой Отечественной войны (командир дивизии). В 1948 году репрессирован, до 1953 года находился в местах лишения свободы, в 1969 году реабилитирован. В 1949—1969 годах был лишён звания Героя Советского Союза. Генерал-майор авиации (1940).                                                                                                 |
| 58 | постановление от 31.12.1936             | Шмельков, Николай Иванович                                | лейтенант                           | пилот истребительной авиационной эскадрильи                                        | 05.05.1912    | 24.03.1967  | В Испании выполнил 49 боевых вылетов, достоверно сбил 3 самолёта лично и 1 в группе (по личному докладу, имел 4 сбитых лично и 2 в группе). В Великой Отечественной войне был заместителем командира истребительной авиадивизии. Полковник (1938). |
| 59 | постановление от 27.06.1937             | Юдин, Михаил Владимирович                                 | младший командир                    | командир башни танка                                                               | 05.08.1912    | 12.06.1942  | В боях на реке Харама огнём танкового орудия уничтожил 2 танка, несколько орудий и пулемётных точек. В Великой Отечественной войне командовал танковым батальоном. Майор. Погиб в бою на Южном фронте. |

## Статистическая информация
Из числа удостоенных звания Героя Советского Союза 59 советских советников и специалистов служили в родах войск:
- 35 лётчиков (24 истребителя и 11 бомбардировщиков (включая воевавших на бомбардировщиках 2-х пилотов гражданской авиации))
- 20 танкистов
- 2 моряка-подводника
- 2 военных советника (авиатор Я. В. Смушкевич и пехотинец А. И. Родимцев).

Судьба Героев сложилась по-разному:
- 19 из них удостоены звания Героя Советского Союза посмертно
- 7 стали жертвами сталинских репрессий (ещё 2 были репрессированы, но остались в живых)
- 6 погибли на фронтах Великой Отечественной войны
- 4 погибли в авиационных катастрофах.

Практически все оставшиеся в живых Герои достигли высоких воинских званий, большинство из них стали генералами. Четверо впоследствии стали дважды Героями Советского Союза: С. И. Грицевец, С. П. Денисов, А. И. Родимцев, Я. В. Смушкевич.
Кроме них, многие воевавшие в Испании советские военные специалисты и советники отличились в последующих боевых действиях (конфликт на Халхин-Голе, советско-финская война) и в Великой Отечественной войне. Дважды Героями стали Маршал Советского Союза Р. Я. Малиновский и генерал армии П. И. Батов, генерал-полковник авиации Т. Т. Хрюкин. Героями Советского Союза стали Маршалы Советского Союза Г. И. Кулик и К. А. Мерецков, Адмирал флота Советского Союза Н. Г. Кузнецов, главные маршалы артиллерии Н. Н. Воронов и М. И. Неделин, генералы армии В. Я. Колпакчи, Н. Г. Лященко, маршал авиации Ф. А. Агальцов, генерал-полковники Х.-У. Д. Мамсуров, Г. М. Штерн, М. С. Шумилов, воевавшие в Испании лётчики-истребители Владимир Бобров, Степан Данилов, Алексей Денисов, Евгений Ерлыкин, Николай Жердев, Александр Зайцев, Георгий Захаров, Пётр Иванов, Емельян Кондрат, Виктор Кустов, Александр Осадчий, Алексей Панов, Сергей Поляков, Георгий Прокопенко, Александр Семёнов, Борис Смирнов, Евгений Степанов, Иван Фёдоров, Михаил Федосеев, Лев Шестаков.